# Magnya Carta
Magnya Carta (マグニャカルタ magunya karuta) ist das zweite Studioalbum der japanischen Band An Cafe, das am 29. November 2006 in Japan und am 21. Mai 2007 in Südkorea erschienen ist. 

## Geschichte
Nach dem Debüt Shikisai MOMENT 2005 wurde das Album erstmals auch in Europa veröffentlicht. Die Texte des Albums sind in japanischer Sprache, werden im Booklet aber auf Englisch übersetzt. Die Musik bewegt sich zwischen Rock, Ska und Punk. Eine limitierte Auflage wurde ebenfalls veröffentlicht, sie enthält zusätzlich eine DVD mit mehreren Musikvideos.

## Kritiken
Die Webseite Terrorverlag.de schrieb: "Soundtechnisch propagieren die Youngsters keine musikalische Revolution, sondern halten sich an bewährte Schemata, die live sicher ziehen und ausgelassene Stimmung verbreiten können." Die japanischen Texte seien "ein wenig gewöhnungsbedürftig", aber die Melodien "da schon deutlich eingängiger".

## Titelliste

### CD
1. "LOCK ON THE BRAND NEW WORLD/LOCK ON the o NEW Sekai" (Lock on ☆ザ☆ 御New世界) – 4:57
2. "Smile Ichiban Ii Onna" (スマイル一番 イイ♀) – 4:12
3. "NYAPPY in the world 2" – 4:26
4. "Pipopapo Telepathy" (♯＊＠☆ピポパポテレパシー☆＠＊♯) – 3:32
5. "Maple Gunman" (メープルガンマン) – 3:51
6. "Pxxxy'n PURIN/Pusshin Prin" (プッシンプリン) – 4:46
7. "Portraying Light With Rainbow Colored Crayon" (Nanairo Crayon de Egaku Hikari, 七色クレヨンで描く光) – 5:10
8. "Snow Scene" (スノーシーン) – 4:12
9. "Narcissistic Little Devil" (Jikoaishugisha no Mijuku na Akuma, 自己愛主義者の未熟な悪魔) – 3:57
10. "Stumble Across A Miracle" (Meguriaeta Kiseki, 巡り逢えた奇跡) – 5:38
11. "BondS ~Kizuna~ (magnya mix)" (BondS ～絆～ (マグニャカルタ mix)) – 5:02

### DVD(nur limitierte Auflage)
1. "Maple Gunman" (Music video)
2. "BondS ~Kizuna~" (Music video)
3. "Smile Ichiban Ii Onna" (Music video)
4. "Snow Scene" (Music video)